# (34489) 2000 SE136
2000 SE136 (asteroide 34489) é um asteroide da cintura principal. Possui uma excentricidade de 0.06022690 e uma inclinação de 9.76119º.
Este asteroide foi descoberto no dia 23 de setembro de 2000 por LINEAR em Socorro.